# Матеуш Кушнєревич
Матеуш Кушнєревич (пол. Mateusz Kusznierewicz; нар. 29 квітня 1975, Варшава, Польща) — польський спортивний моряк, який спеціалізується в класах Фінн та Зоряний. 

## Кар'єра
Його перший успіх у вітрильному спорті стався в 1985 році, коли він завоював кубок на Зеґжинському водосховищі, що на північ від Варшави. На Олімпійських іграх 1996 завоював золоту нагороду в класі Фінн, а на Іграх 2004 — бронзу в тому ж класі. На Олімпіаді 2012 Кушнєревич в парі Домініком Жицьким у класі Стар посіли 9 місце.
Кушнєревич ставав чемпіоном Європи в класі яхт ОК в 1994 році та в класі Фінн в 2004 році, чемпіоном світу в класі Фінн в 1998 та 2000. В 1999 році став моряком року за версією Міжнародної федерації вітрильного спорту.

## Нагороди
- 1996 — Лицарський хрест Ордену Відродження Польщі
- 2004 — Офіцерський хрест Ордену Відродження Польщі